# Lichenophanes marmoratus
Lichenophanes marmoratus är en skalbaggsart som beskrevs av Pierre Lesne 1899. Lichenophanes marmoratus ingår i släktet Lichenophanes och familjen kapuschongbaggar. Inga underarter finns listade i Catalogue of Life.